# Alaska Supreme Court
Der Alaska Supreme Court ist der Oberste Gerichtshof des Staates Alaska.

## Grundlegendes
Der Gerichtshof existiert seit 1959. Die Entscheidungen des Obersten Gerichtshofs von Alaska sind für alle anderen Gerichte des Bundesstaates Alaska bindend und das einzige Gericht bei dem Berufungen gegen eine Entscheidung eingelegt werden können, ist der Oberste Gerichtshof der Vereinigten Staaten.
Das Gericht tritt monatlich in Anchorage sowie ungefähr vierteljährlich in Fairbanks und Juneau und je nach Bedarf in anderen Gemeinden in Alaska zusammen. Üblicherweise wird es vorgezogen, mündliche Verhandlungen in der Stadt zu führen, in der der Fall vor Gericht verhandelt wurde.
Der Oberste Gerichtshof von Alaska setzt sich aus dem Obersten Richter und vier beigeordneten Richtern zusammen, die alle vom Gouverneur von Alaska ernannt werden und sich daraufhin einer Wahl stellen müssen. Eines der fünf Mitglieder wird für eine Amtszeit von drei Jahren ausgewählt, um als Oberster Richter des Gerichtshofes zu fungieren.

## Richter
| Name                  | Aktiv seit      | Chief Justice | Amtszeitende | Ernennender Gouverneur |
| --------------------- | --------------- | ------------- | ------------ | ---------------------- |
| Peter J. Maassen      | 9. August 2012  | 2023–         | 2025         | Sean Parnell           |
| Susan M. Carney       | 26. August 2016 |               | 2030         | Bill Walker            |
| Dario Borghesan       | 1. Juli 2020    |               | 2024         | Mike Dunleavy          |
| Jennifer S. Henderson | 7. Juli 2021    |               | 2024         | Mike Dunleavy          |
| Jude Pate             | 22. März 2023   |               | 2026         | Mike Dunleavy          |